# Ruttkai Éva
Ruttkai Éva (egyes forrásokban Ruttkay, született Russ) (Budapest, 1927. december 31. – Budapest, 1986. szeptember 27.) Kossuth- és kétszeres Jászai Mari-díjas magyar színésznő, érdemes és kiváló művész. Ruttkai Ottó és Ruttkai Iván testvére, Gábor Miklós színész felesége, majd Latinovits Zoltán élettársa.

## Életpályája

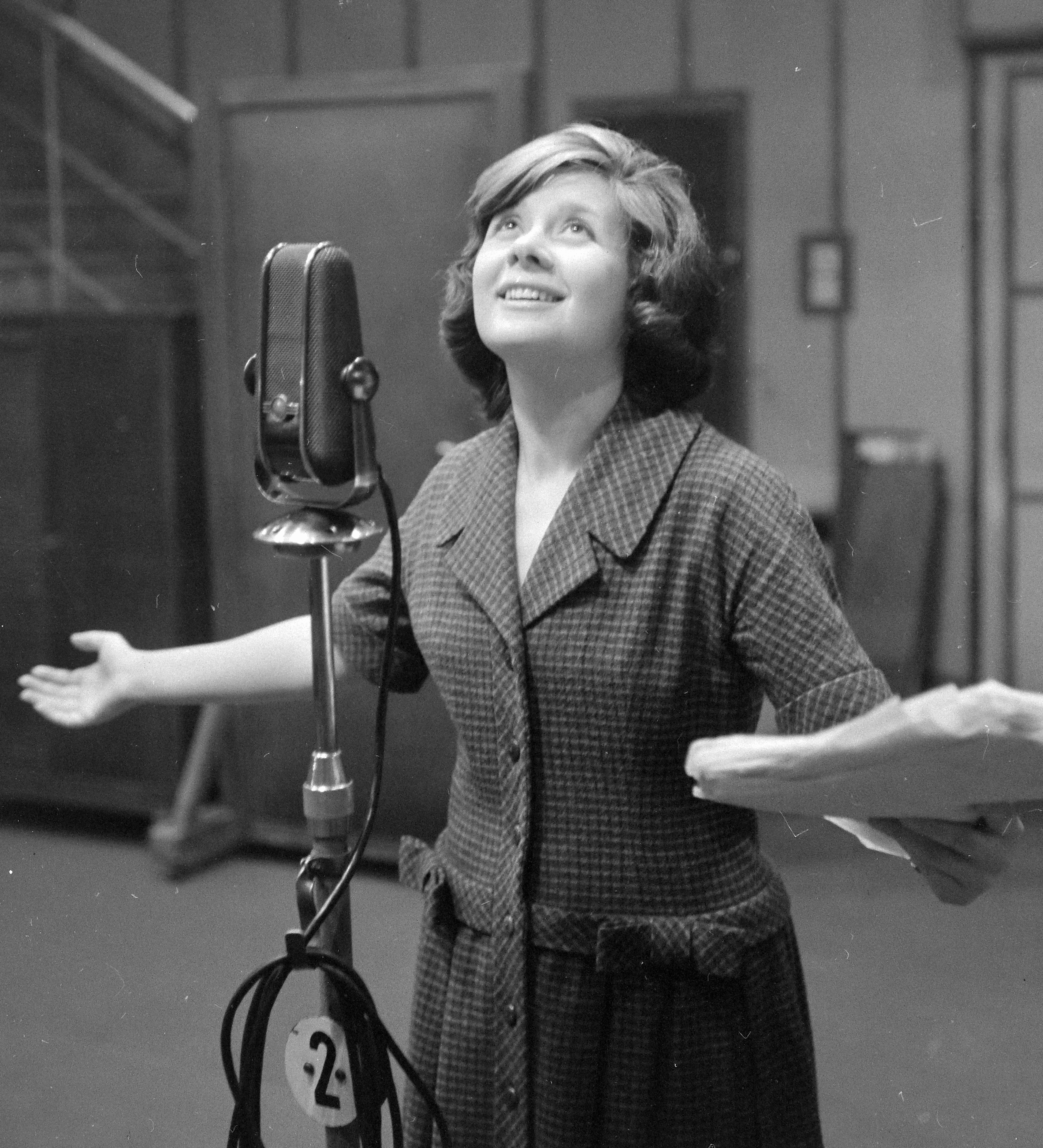
1969-ben

1927-ben Budapesten (Erzsébetváros) született Russ Márk Miklós és Podrabski Emma gyermekeként. Ruttkai, a későbbiekben mindenki által ismert nevét Lakner Artúrtól kapta. Gyermekkorát a Garay utca 29–31.-ben töltötte. Édesanyja Tirolban született, Bécsben nevelkedett. Édesapja szegedi zsidó származású volt, akit később betegsége miatt hazaengedtek ukrajnai munkaszolgálatából.
Még nem volt hároméves, amikor először szerepelt színpadon a Lakner-féle gyermekszínházban egymondatos szerepével: „Parancsolj velem, Tündérkirálynő!”. A színészmesterségre a kor egyik legnevesebb színésznője, Makay Margit tanította, és a gyermekszínházban olyan nagyságokkal játszhatott együtt, mint Darvas Lili és Somlay Artúr. Hevesi Sándor rendező dicsérő szavainak köszönhető, hogy végül színésznő lett belőle: „Kislány, ha nem bízod el magad, belőled nagyon jó színésznő lesz.”
1944 októberétől decemberig Eőry Kató színésznőnél talált menedéket édesanyjával a deportálás elől. Később Eőry Kató lányának irataival menekült tovább egy biztonságosabb helyre.
1945-ben szavalattal lépett fel a Zeneakadémián, ahol felfigyelt rá Jób Dániel, a Vígszínház akkori igazgatója, és leszerződtette. Három hónappal később Molnár Ferenc A hattyú című vígjátékának főszerepében debütált (a beteg Tolnay Klári helyére beugorva). 1948-tól 1951-ig a Nemzeti Színházban játszott, ahol klasszikus darabok sorában szerepelt, úgy gondolta: „szükségem van tanulásra, tapasztalásra, hogyan kell például verses darabot játszani, hogyan kell sokfélét játszani”. Együtt játszott többek között Bajor Gizivel, Somlay Artúrral, Rátkai Mártonnal, Ladomerszky Margittal, Olthy Magdával. Ekkor szerettek egymásba Gábor Miklóssal (a kor ünnepelt színészével), akivel 1950-ben összeházasodtak, és 1953-ban megszületett lányuk, Júlia.
Közben, 1951-ben visszatért a Vígszínházhoz (akkori nevén a Magyar Néphadsereg Színháza), amelynek haláláig tagja is maradt. 1960-ban Pavel Kohout Ilyen nagy szerelem című drámájának miskolci próbáin találkozott Latinovits Zoltánnal, akivel egymásba szerettek, és a férfi haláláig együtt is éltek. Ahogy Ruttkai Éva egy késői visszaemlékezésében elmondta: „Téptük egymást, de mi értettük egymást legjobban. Amit én csináltam, senki nem tudta úgy szeretni, mint ő…”.
Az 1980-as években agyvérzést kapott, mely után egyik karja lebénult. 1984-ben mellrákot diagnosztizáltak nála.
Utolsó premierje a Vigadó kamaratermében volt Bellon Gyöngéd kötelék című darabjában 1986. április 24-én. Szeptember 27-én hunyt el. Október 9-én a Farkasréti temetőben helyezték örök nyugalomra. 
Gyakran mondott verseket a rádióban és pódiumon egyaránt, illetve egyéni bájjal adott elő sanzonokat, ezeket nagylemezei örökítették meg az utókor számára. Több mint félszáz filmben és számos tévéjátékban szerepelt. Négy évtizedet átívelő pályája során egyike volt a legszínesebb, legsokoldalúbb magyar színésznőknek. Klasszikus és modern, hazai és külföldi tragédiákban és vígjátékokban, szinte minden műfajban kiváló teljesítményt nyújtott. Sírjára a budapesti Farkasréti temetőben gránit síremléket Nagy István János szobrászművész készített.
2002-től – Anna Karenyina szerepében megörökítve – egészalakos bronzszobor őrzi emlékét a Nemzeti Színház szoborparkjában. 2012-ben kisbolygót neveztek el róla (132875 Ruttkai) és egy parkot Budapesten a XIII. kerületben, ahol még egy szobor is őrzi emlékét.

## Szerepei

### Színpadi szerepei
- A színésznő (Molnár Ferenc: A testőr)
- Alexandra (Molnár Ferenc: A hattyú)
- Annie (Molnár Ferenc: Játék a kastélyban)
- Bertha (Friedrich Schiller: Tell Vilmos) – 1954
- Claire (Dürrenmatt: Az öreg hölgy látogatása)
- Cleopatra (Shakespeare: Antonius és Cleopatra)
- Emily (Wilder: A mi kis városunk)
- Erzsébet (Bruckner: Angliai Erzsébet)
- Heléna (Shakespeare: Szentivánéji álom)
- Inken (Hauptmann: Naplemente előtt)
- Jelena Andrejevna (Csehov: Ványa bácsi)
- Johanna (Shaw: Szent Johanna)
- Jolán (Molnár Ferenc: Az ördög)
- Juana de Nevada (Lope de Vega: Donna Juana) – 1950
- Júlia (Shakespeare: Rómeó és Júlia)
- Címszerep (Lev Tolsztoj: Anna Karenyina)
- Kasszandra (Euripidész: A trójai nők)
- Lavínia (Eugene O’Neill: Amerikai Elektra)
- Lídia[11] (Kohout: Ilyen nagy szerelem)
- Lotte (Peter Hacks: Lotte)
- Lujza (Friedrich Schiller: Ármány és szerelem) – 1953
- Lüszisztraté (Arisztophanész: Lüszisztraté) – 1959
- Maggie (Tennessee Williams: Macska a forró bádogtetőn)
- Margit (Goethe: Faust)
- Osztrigás Mici (Feydeau: Egy hölgy a Maximból)
- Natasa (Tolsztoj-Piscator: Háború és béke)
- Nyina (Csehov: Sirály)
- Ranyevszkaja (Csehov: Cseresznyéskert)
- Sebastian (Shakespeare: Vízkereszt, vagy amit akartok)
- Zília (Heltai Jenő: A néma levente)
- Zrínyi Ilona (Kárpáthy Gyula: Zrínyi) – 1954

### Filmszerepei
- 1948 Beszterce ostroma
- 1949 Ludas Matyi
- 1949 Szabóné
- 1950 Kis Katalin házassága
- 1951 A selejt bosszúja
- 1951 Költözik a hivatal
- 1951 Különös házasság
- 1954 Én és a nagyapám
- 1954 Liliomfi
- 1955 Budapesti tavasz
- 1955 Egy pikoló világos
- 1955 Különös ismertetőjel
- 1956 A császár parancsára
- 1956 Keserű igazság
- 1956 Mese a 12 találatról
- 1956 Nem igaz
- 1956 Ünnepi vacsora
- 1957 Éjfélkor
- 1958 Micsoda éjszaka
- 1958 Sóbálvány
- 1959 Álmatlan évek
- 1959 Kard és kocka
- 1960 Alázatosan jelentem
- 1960 Az arcnélküli város
- 1960 Három csillag
- 1961 Amíg holnap lesz
- 1962 Asszony a telepen
- 1962 Az utolsó vacsora
- 1962 Pirosbetűs hétköznapok
- 1963 Fotó Háber
- 1966 Butaságom története
- 1966 Egy magyar nábob
- 1966 Kárpáthy Zoltán
- 1967 A múmia közbeszól
- 1967 Kártyavár
- 1967 Keresztelő
- 1967 Tanulmány a nőkről
- 1968 A Hamis Izabella
- 1968 Alfa Rómeó és Júlia
- 1968 Egri csillagok I–II.
- 1969 Történelmi magánügyek
- 1970 Csak egy telefon
- 1970 N.N., a halál angyala
- 1970 Szerelmi álmok – Liszt
- 1970 Utazás a koponyám körül
- 1971 Szindbád
- 1972 Volt egyszer egy család
- 1975 Ha megjön József
- 1976 Labirintus
- 1985 Idő van
- 1988 Küldetés Evianba

### Televíziós szerepei
- 1958 Papucs
- 1961 A szerző ma meghal
- 1962 Két üres pohár
- 1962 A vak
- 1963 Kreutzer szonáta
- 1964 Lajos király válik
- 1966 Látszat és valóság
- 1966 Távolsági történet
- 1967 Ninocska, avagy azok az átkozott férfiak
- 1967–70 Bözsi és a többiek 1–3.
- 1968 Az Aranykesztyű lovagjai
- 1968 A férfi
- 1969 A régi nyár
- 1969 Olykor a hegedűk is
- 1969 Én, Prenn Ferenc
- 1969 Komédia a tetőn
- 1970 Lujzi
- 1970 Tévedni isteni dolog
- 1971 A képzelt beteg
- 1975 Tudós nők
- 1977: Sakk-matt
- 1978 Abigél
- 1984 Egy fiú bőrönddel
- 1985 Dunakanyar
- 1986 Farkascsapda
- 1986 A fantasztikus nagynéni
- 1994 Prológus (animációs film)

### Szinkronszerepei
- Szentivánéji álom (A Midsummer Night's Dream) [1935] – Hermia (Olivia de Havilland)
- Rómeó és Júlia (Romeo and Juliet) [1936] – Júlia (Norma Shearer)
- A kormány tagja (Chlen pravitelstva) [1939]
- Viborgi városrész (Vyborgskaya storona) [1939] – Natasha Artemieva (Valentina Kibardina)
- Végzetes éjszaka (Odnazhdy nochyu) [1944] – Varja (Irina Radchenko)
- Dr. Pirogov (Pirogov) [1947] – Dása Szevasztopolszkaja (Tatyana Piletskaya)
- A bátrak csapata (Achtung! Banditi!) [1951]
- Az esőcsináló (The Rainmaker) [1956] – Lizzie Curry (Katharine Hepburn)
- Múló évek (Dom, v kotorom ya zhivu) [1957] – Lida (Ninel Myshkova)
- Hüvelyk Matyi (Tom Thumb) [1958] – Anne, az anya (Jessie Matthews)
- Az el nem küldött levél (Neotpravlennoye pismo) [1959] – Tánya (Tatyana Samoylova)
- Hely a tetőn (Room at the Top) [1959] – Alice Aisgill (Simone Signoret)
- Rózsák az államügyésznek (Rosen für den Staatsanwalt) [1959] – Lissy Flemming (Ingrid van Bergen)
- Éjféli csipke (Midnight Lace) [1960] – Kit Preston (Doris Day)
- A kutyás hölgy (Dama s sobachkoy) [1960] – Anna Szergejevna (Iya Savvina)
- Hölgyeim, vigyázat! (Méfiez-vous, mesdames!) [1963] – Hedwige (Danielle Darrieux)
- Kékszakáll (Landru) [1963] – Célestine Buisson (Michèle Morgan)
- A háborúnak vége (La guerre est finie) [1966] – Marianne (Ingrid Thulin)
- Nem félünk a farkastól (Who's Afraid of Virginia Woolf?) [1966] – Martha (Elizabeth Taylor)
- Elátkozottak (La Caduta degli dei) [1969] – Sophie Von Essenbeck (Ingrid Thulin)
- A kaktusz virága (Cactus Flower) [1969] – Stephanie Dickinson (Ingrid Bergman)
- De én nem akarok megnősülni! (But I Don't Want to Get Married) [1970] – Mrs. Vale (Nanette Fabray)
- Koncert szólópisztolyra (Concerto per pistola solista) [1970] – Barbara Worth (Anna Moffo)
- A hóhér nem vár (Kat nepocká) [1971] – Karla Hlinová (Jirina Bohdalová)
- A gyanú (Podezrení) [1973] – Clara Bornova (Jarmila Kostova)
- Két férfi a városban (Deux hommes dans la ville) [1973] – Geneviève (Christine Fabréga)
- Dundiorr és társai (Dunderklumpen!) [1974]
- Gyilkosság az Orient expresszen (Murder on the Orient Express) [1974] – Mrs. Hubbard (Lauren Bacall)
- Az egér és a macska (Le chat et la souris) [1975] – Madame Richard (Michèle Morgan)
- Holtszezon (Out of Season) [1975] – Ann (Vanessa Redgrave)
- Neveletlenek (Conduct unbecoming) [1975] – Mrs. Marjorie Scarlett (Susannah York)
- Szerelem a romok között (Love Among the Ruins) [1975] – Jessica Medlicott (Katharine Hepburn)
- A fény (Lumière) [1976] – Sarah (Jeanne Moreau)
- Kedvesem, én válok (Liebling, ich lass' mich scheiden!) [1980] – Amelia Conway (Nadja Tiller)
- A dolgok értelme (The Reason of Things) [1981] – Miss Ball (Margaret Tyzack)
- Szomszéd szeretők (La femme d'à côté) [1981]
- Zűrös hétvége (Vremya otdykha s subboty do ponedelnika) [1984] – Anna (Alla Demidova)

## Cd-k, hangoskönyvek
- Ruttkai (1982)
- Grimm: Hófehérke és a hét törpe
- Andersen mesék
- A csuka parancsára – Puskin meséi és orosz népmesék

## Hangjátékok

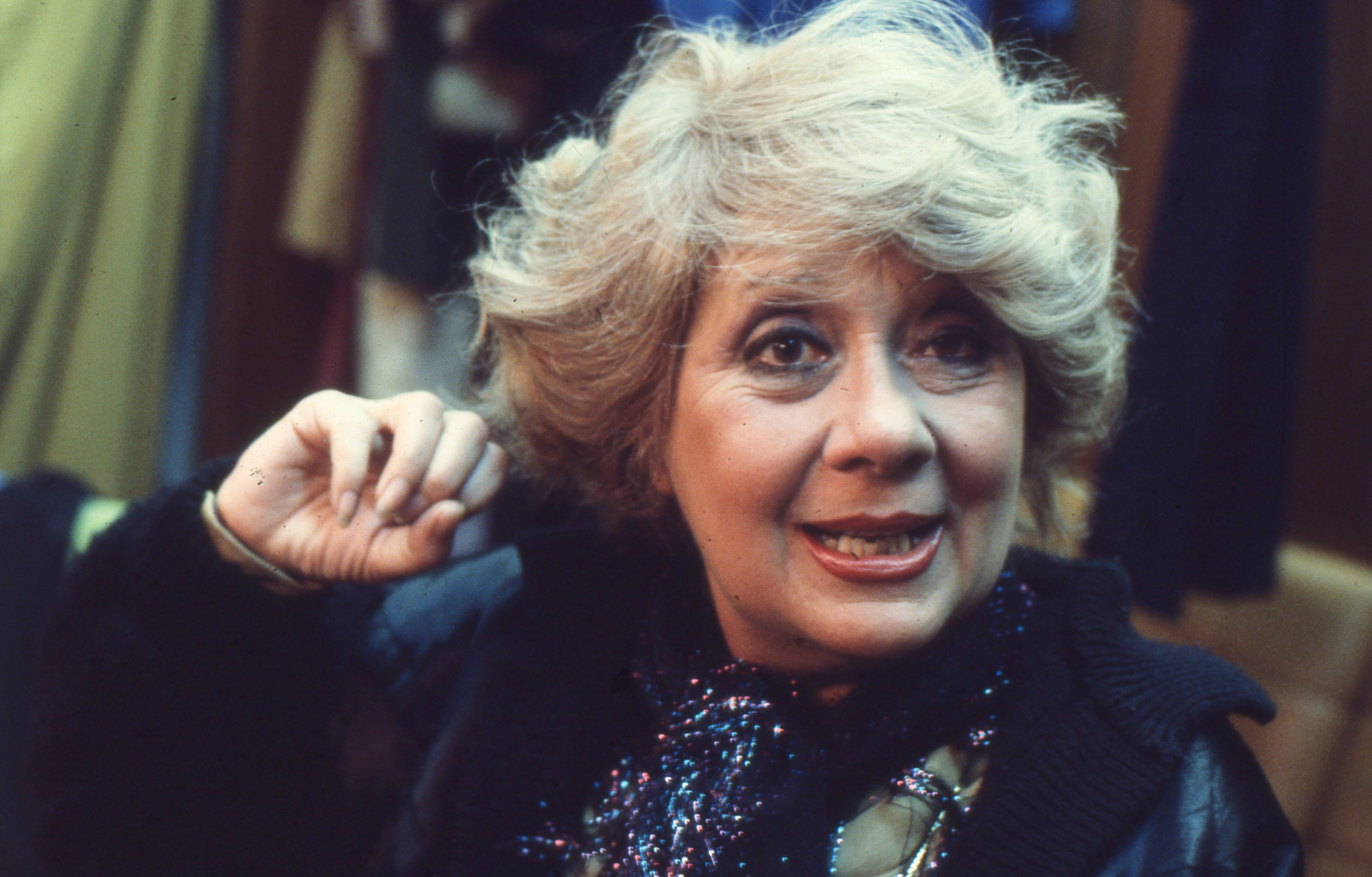
Rózsavölgyi Gyöngyi felvétele

- Andersen: A császár új ruhája – mesélő
- Maxim Gorkij: Mint a gyerekek (1946)
- Vészi Endre: A pók hatalma (1947)
- Gács László - Harsányi Béla: Zenés séta Moszkvában (1948)
- Szász Péter: Eggyel többen vagyunk (1949)
- Lev Tolsztoj: A sötétség hatalma (1950)
- Verseghy Ferenc: Kaczaifalvy (1951)
- Fedor–Majoros: A fatimai szűz személyesen (1952)
- Konsztantin Szimonov: Idegen árnyék (1952)
- Vészi Endre: A vashuta emberei (1952)
- Alena Bernasková: Seherezádé részvénytársaság (1954)
- Sinclair Lewis: Dr. Arrowsmith (1954)
- Vajda István: A füredi szívhalász (1955)
- Molnár Ferenc: Egy, kettő, három (1958)
- Tolsztoj, Lev: Feltámadás (1958)
- Vörösmarty Mihály: Csongor és Tünde (1958)
- Passuth László: Esztergomi orfeusz (1960)
- Sándor István: Kölcsey (1960)
- Sőtér István: Budapesti látomás (1960)
- Shakespeare, William: Rómeó és Júlia (1961)
- Shaw, G. B.: A sors embere (1961)
- Hollós Korvin Lajos: Pázmán lovag (1962)
- Anton, Eduardo: Lány az erkélyen (1963)
- Eich, Günter: Allahnak 100 neve van (1963)
- Alberto Perrini: Egy szerelem története (1964)
- Mikszáth Kálmán: Két választás Magyarországon (1964)
- Vészi Endre: Statisztika (1964)
- Wolfgang Hildesheimer: Bartschedel feltalálása (1964)
- Brecht, Bertolt: A vágóhidak Szent Johannája (1965)
- Eich, Günther: A viterbói lányok (1965)
- Shakespeare: Szentivánéji álom (1965)
- Vargha Balázs: Lilla és a varázsló (1965)
- Carr, John Dickson: A császár szelencéje (1966)
- Hegedűs Géza: Merlin a varázsló (1967)
- Sarkadi Imre: A gyáva (1967)
- Solohov, Mihail: Csendes Don (1967)
- Graham Billing: Forbush és a pingvinek (1968)
- Németh László: II. József (1970)
- Hildesheimer, Wolfgang: Heléna, az áldozat (1970)
- Homérosz: Odüsszeia (1970)
- G. B. Shaw: Don Juan a pokolban (1971)
- Marguerite Duras: Andesmas úr délutánja (1972)
- Karinthy Frigyes: Megélek a levegőből (1973)
- Karinthy Frigyes: Minden másképp van (1973)
- Török Tamás: Sihaha Sebestyén füstölgése (1973)
- Honoré de Balzac: Éva lánya (1975)
- Sarkadi Imre: Három játék (1975)
- Preussler, Otfried: Egy kicsi szellem visszatér ... mesélő (1976)
- Bulgakov, Mihail: A Mester és Margarita ... Margarita (1976)
- Lev Tolsztoj: "Emlékezz Arzamaszra!" (1976)
- Szakonyi Károly: Nő arcképe, háttérrel (1976)
- Andrej Hieng: Cortez visszatér (1978)
- Aljusin, Szamuil: Ha hinni tudnál (1979)
- Corteline, Georges: Első vizit (1979)
- Csiky Gergely: Paraziták (1980)
- Samuel Beckett: Zsarátnok (1981)
- Szakonyi Károly: A hentes (1983)
- Rejtő Jenő és Vágó Péter: P. Howard visszatér és Piszkos Fred vele tart (1984)
- Ádámok és Évák (1985)
- Eljössz hozzám karácsonykor? (1985)

## Partnerei
Filmben legtöbbször Latinovits Zoltánnal (13) játszott. Várkonyi Zoltán 9, Darvas Iván 8, Kiss Manyi, Venczel Vera valamint Mensáros László 7 alkalommal volt a „játszótársa”. A színpadon egyik legkedvesebb partnere Pálos György volt.

## Emléke

### Ruttkai Éva-emlékszoba

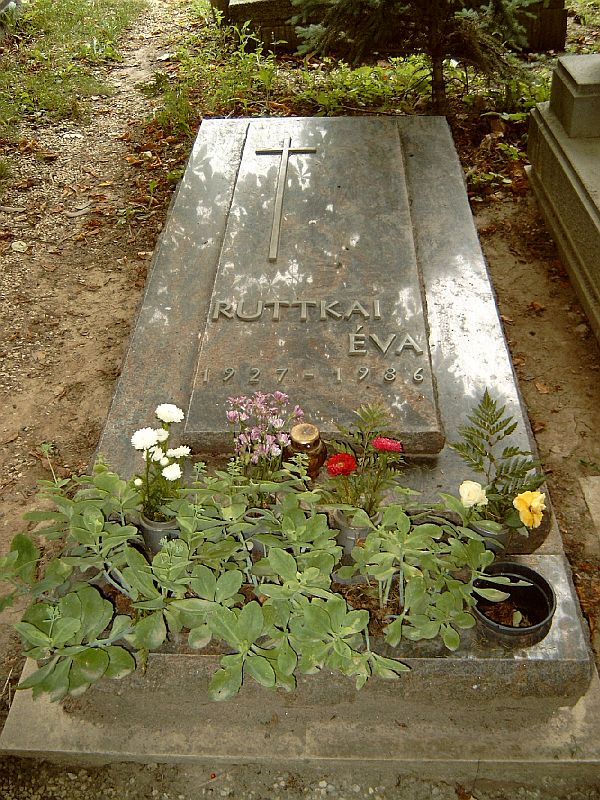
Ruttkai Éva sírja. Budapest, Farkasréti temető 25-4-41. Nagy István János alkotása

A Ruttkai Éva-emlékszoba színháztörténeti magángyűjtemény, ami 1989. május 19-től kezdődően, tizennégy éven át várta a látogatókat (a II. kerületi Keselyű utcában) Ruttkai Éva egykori hűvösvölgyi nyaralójában, ahol Latinovits Zoltánnal közös hagyatékát Gábor Júlia és Szigethy Gábor (a művésznő lánya és veje) összegyűjtötte.
Az emlékszobát elsősorban azzal a céllal nyitották meg, hogy a kortársak tárgyakon, fotókon keresztül emlékezhessenek egy nagy magyar színésznőre, színházi és civil életének jól ismert mozzanatait felidézve, s néhány rejtett részlettel megismerkedve.
Ezt a hatalmas gyűjteményt (kéziratok, újságok, több mint tízezer fotó, relikviák, jelmezek, bútorok, hang- és videófelvételek) szakszerűen rendezett állapotban tekinthették meg az érdeklődők, személyre szabott tárlatvezetést kapva az ott élő utódoktól.
Az emlékszoba intézményi jellege az idő múltával erősödött: a gyűjteménygyarapítás, kölcsönzés, relikviák, fotó- és hanganyagok restaurálása, kiállítások rendezése, a gyűjtemény anyagainak folyamatos publikálása a mindennapos tevékenységek része lett. 
A ’háttér’ gyűjtemény sok értékes anyagot tartalmazott Szendrő Józsefről, Dajka Margitról, Mezei Máriáról, Gábor Miklósról. E levelek, rajzok, fotók felhasználásával az évek során sok kiállítás, több könyv, sőt még oktatási segédanyag is készült.

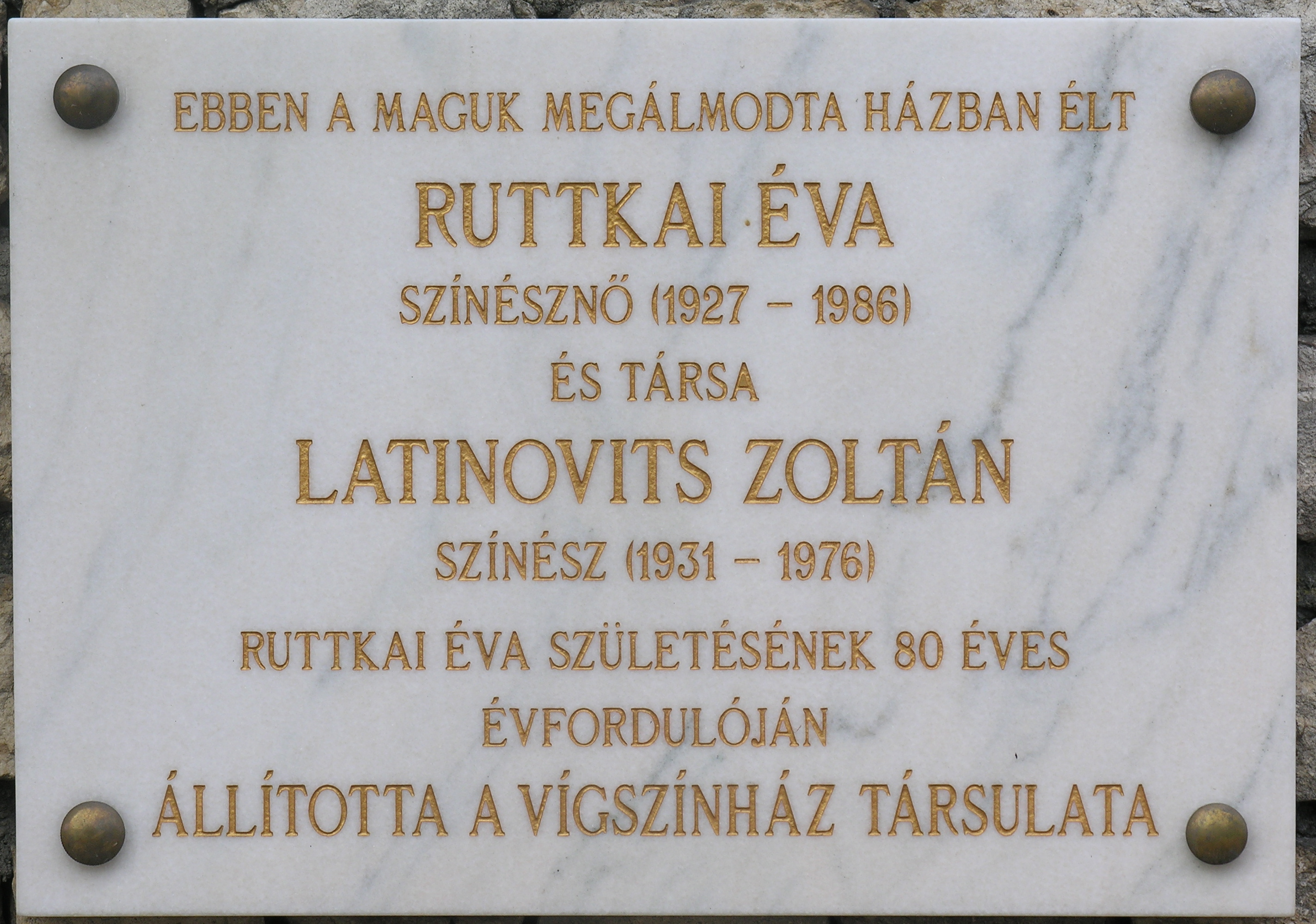
Ruttkai Éva és Latinovits Zoltán emléktáblája egykori lakhelyükön
Budapest II. kerület, Endrődi Sándor utca 67.

Az emlékszoba 2002-ben – anyagi okok miatt, mecénás hiányában – bezárt, azóta évente néhány „nyílt napon” látogatható. A gyűjtemény továbbra is bővül, a rendszerezést is folytatják a gyűjtemény létrehozói.

### Ruttkai Éva-emlékdíj
1987 óta minden év decemberében a Vígszínházban átadják a Gábor Júlia alapította Ruttkai Éva-emlékdíjat annak a művésznek, akit a színház társulata titkos szavazással erre méltónak talál.

### Ruttkai Éva Színház
1994-ben kezdte meg működését a nevét viselő Ruttkai Éva Színház, amely 2006 nyarán a Teréz körúton, majd 2009-től a Kálvária tér 6. szám alatt lelt végleges otthonra. A színház már nem sokáig működött azután, végleg megszűnt, egykori épületében 2014-től az addigi vándorszínház, a Turay Ida Színház működik.
1994-ben Prológus címmel animációs diplomafilmet készített Ruttkai Éva tiszteletére Lebár József rendező.

## Díjai, elismerései
- Farkas–Ratkó-díj (1950)
- Jászai Mari-díj (1955, 1959)
- Kossuth-díj (1960)
- Érdemes művész (1966)
- Magyar Filmkritikusok Díja – Legjobb női alakítás díja (1966)
- Kiváló művész (1971)
- Varsányi Irén-emlékgyűrű (1971)
- Pro Arte-díj (1972)
- Ajtay Andor-emlékdíj (1977, 1984)
- SZOT-díj (1984)
- Magyar Örökség díj (2010) /posztumusz/